# Pterobryon densum
Pterobryon densum är en bladmossart som beskrevs av Hornschuch 1840. Pterobryon densum ingår i släktet Pterobryon och familjen Pterobryaceae. Inga underarter finns listade i Catalogue of Life.